# Spanish Harlem Incident
Spanish Harlem Incident è una canzone scritta e interpretata da Bob Dylan, pubblicata nel suo album Another Side of Bob Dylan del 1964. La canzone è stata descritta come "una splendida vignetta" dalla critica ed è stata elogiata per le sue dimensioni poetiche e stratificate. Quando Dylan stesso è stato interrogato sull'argomento della canzone, ha confessato di non essere in grado di saperlo. Nonostante ciò, lo scrittore Paul Williams descrive la canzone come il ritratto di una zingara che Dylan ha visto solo fugacemente ma che lo ha completamente sedotto. Williams continua dicendo che, nel contesto della canzone, Dylan non si sta innamorando solo della ragazza gitana, ma anche dell'intera cultura degli zingari e di lui stesso.

## Accoglienza
Il critico musicale Tim Riley scrive che "Spanish Harlem Incident è una nuova storia d'amore che finge di essere breve e dolce, ma è un esempio di come Dylan inizi ad usare accoppiamenti inusuali di parole per evocare i misteri dell'intimità. Tra questi, "tamburelli tintinnanti lungo i palmi irrequieti", "occhi perlati" e "denti lampeggianti di diamante". Dylan ha sempre eseguito la canzone solo nei concerti dal vivo immediatamento dopo l'uscita di Another Side of Bob Dylan nel 1964.

## Interpretazioni
Spanish Harlem Incident è stata interpretata dai Byrds nel loro album di debutto Mr. Tambourine Man del 1965, insieme ad altre quattro cover di Dylan. Venne eseguita per la prima volta dalla band durante la loro permanenza al night Ciro's di West Hollywood, prima che il gruppo raggiungesse il successo. Dopo la pubblicazione di Mr. Tambourine Man i Byrds eseguirono la canzone nei concerti sempre con minore frequenza.
Spanish Harlem Incident è stata interpretata da Dion nell'album Return of the Wanderer del 1978. Chris Whitley ha eseguito il brano (così come un'altra canzone di Dylan, 4th Time Around) in Perfect Day del 2000.